# Hibiscus prunifolius
Hibiscus prunifolius är en malvaväxtart som beskrevs av Friedrich Gottlieb Dietrich. Hibiscus prunifolius ingår i Hibiskussläktet som ingår i familjen malvaväxter. Inga underarter finns listade i Catalogue of Life.